# Nybodflöten
Nybodflöten este o arie protejată (arie specială de conservare — SAC, sit de importanță comunitară — SCI) din Suedia întinsă pe o suprafață de 163,1 ha, integral pe uscat.

## Localizare
Centrul sitului Nybodflöten este situat la coordonatele 62°22′49″N 14°08′04″E / 62.3804°N 14.1344°E.

## Înființare
Situl Nybodflöten a fost declarat sit de importanță comunitară în ianuarie 1997 pentru a proteja un număr necunoscut de specii din flora spontană și fauna sălbatică aflate în arealul zonei. Situl a fost protejat și ca arie specială de conservare în martie 2011.

## Biodiversitate
Situată în ecoregiunea boreală, aria protejată conține 4 habitate naturale: Taiga vestică, Mlaștini împădurite, Mlaștini turboase de tranziție și turbării mișcătoare, Turbării Aapa.
La baza desemnării sitului se află un număr nedeclarat de specii protejate.